# Fernando Prass
Fernando Büttenbender Prass (Porto Alegre, 9 luglio 1978) è un ex calciatore brasiliano, di ruolo portiere.

## Carriera

### Club
Ha giocato nelle massime serie dei campionati brasiliano (con Coritiba e Vasco da Gama) e portoghese (con l'União Leiria).

### Nazionale
Viene convocato per le Olimpiadi 2016 in Brasile, ma non può parteciparvi per infortunio e viene sostituito da Weverton.

## Palmarès

### Club

#### Competizioni nazionali
- Coppa del Brasile: 1

Palmeiras: 2015
- Campionato brasiliano: 2

Palmeiras: 2016, 2018

### Individuale
- Bola de Prata: 1

2011